# Myrsine myrtillina
Myrsine myrtillina là một loài thực vật có hoa trong họ Anh thảo. Loài này được (Mez) Jackes mô tả khoa học đầu tiên năm 2005.